# بريتانيا (مسلسل)
بريتانيا (بالإنجليزية: Britannia) هو مسلسل فنتازيا تاريخي من بطولة كيلي ريلي، ديفيد موريسي، زوي وناماكر، ماكينزي كروك ونيكولاي لي كوش.عرض الموسم الأول في 18 يناير 2018.

## روابط خارجية
بريتانيا على موقع IMDb (الإنجليزية)
- بريتانيا على موقع ميتاكريتيك (الإنجليزية)
- بريتانيا على موقع روتن توميتوز (الإنجليزية)
- بريتانيا على موقع كينوبويسك (الروسية)
- بريتانيا على موقع ألو سيني (الفرنسية)
- بريتانيا على موقع قاعدة بيانات الفيلم (الإنجليزية)